# 麻溝台
麻溝台（あさみぞだい）は、神奈川県相模原市南区の町丁および大字名。住居表示実施区域の麻溝台一丁目〜八丁目および未実施の地番区域（大字）からなる。
「麻溝台」という地名は、この区域がかつて所属していた高座郡麻溝村に由来する。「麻溝村」という旧村名は、同村の前身である当麻（たいま）村と下溝村からの合成地名である。

## 地理
相模原市南区の中央部北寄りに位置する。北は神奈川県道・東京都道52号相模原町田線を境に北里一・二丁目および大野台四丁目に接し、東は西大沼五丁目と双葉一丁目、南は双葉二丁目と相模台七丁目および大字新磯野（あらいその）、西は大字下溝と隣接する。
相模川左岸に上・中・下3段の河岸段丘からなる相模原台地の「上段」に位置し、西側に南の磯部方面へ続く細長いヤト（谷戸）が伸び、ほぼ中央部を目久尻川の源流につながる浅い谷が南北に貫通するほかはほとんど平坦な台地上に広がる。
後述の通り、元は陸軍士官学校の演習地が再開墾された農地が広がっていたが、日産自動車の進出とともにこれを核とした工業団地が形成された。また農業でも市街地から離れていることから1960年代以降、大規模な養鶏場の建設が相次いだ。一方、1970年代に入るとこの地域にも宅地化の波が及び、特に南部では市街化が進行している。宅地化による新住民の流入とともに鶏舎からの悪臭が問題となり、2000年頃をピークにこの地域での養鶏は急速に衰退しつつある。
1989年（平成元年）7月に、これらの工業団地や市街化の進行した区域を含めた神奈川県道507号相武台相模原線（通称：村富線）以東の区域で住居表示が実施され、麻溝台一丁目〜八丁目が新設されたが、この県道以西の区域はその大部分が市街化調整区域に指定され、地番区域（大字麻溝台）として残存している。地番区域の多くは農地として利用されているが、耕作放棄されている農地も少なくなく、一時的に産業廃棄物等の置き場として利用されている場所もある。地番区域には市の南清掃工場があり、西側のヤトの一部は一般廃棄物最終処分場として利用されている。

### 地価
住宅地の地価は、2023年（令和5年）1月1日の公示地価によれば、麻溝台六丁目7-10の地点で13万円/m2となっている。

## 歴史
元は相模国高座郡下溝村（一部は当麻村）の秣場で「芝野」・「原」と呼ばれていた。1889年（明治22年）の町村制施行のための明治の大合併で下溝村と当麻村が合併して高座郡麻溝村となると同村の大字下溝および大字当麻（飛地）のそれぞれ一部となった。明治初期までは「相模野」と呼ばれた広大な原野の一部で、このことから1882年（明治15年）には全国的な地図作成のための測量の起点となる一等三角点が設置された（相模野基線北端：現・麻溝台四丁目）。原野の開墾は1884年（明治17年）の下溝村からの入植に始まるとされ（コウタシンケエ、下溝新開：現・麻溝台六丁目付近）、大正期には周辺地域での養蚕業の発展とともに桑畑と雑木林が交錯する土地利用となっていた。しかし、1937年（昭和12年）に陸軍士官学校の座間への移転に合わせて、1936年（昭和11年）6月、麻溝村から南隣の新磯村にかけての台地上の土地の大部分が陸軍に買収され、士官学校の演習場とされた。
陸軍に演習場として土地を買収された麻溝村・新磯村の失地耕作者の対応として麻溝台東端付近一帯に、昭和11年12月認可の「芝野耕地整理組合」を設立。しかし面積は失地地積の六分の一に過ぎず、さらに昭和12年12月知事の認可を得て「芝原耕地整理組合」を設立した。昭和15年3月建立の記念碑が県立相模原公園体育館駐車場、交番の近くに移設。記念碑裏面には当時の関係者77名の名が刻まれている。尚、麻溝村失地耕作者の内30名は陸軍士官学校その他に就職した。
この間、麻溝村は新磯村などとともに1941年（昭和16年）に高座郡相模原町の一部となった。
大東亜戦争敗戦後、士官学校の旧軍用地が開放され、海外からの引揚者による開拓（再開墾）が行われた。その多くは1945年（昭和20年）から1947年（昭和22年）にかけて入植し、1948年（昭和23年）には開拓農業協同組合が設立され、当区域には「麻溝台」や「豊原」など6つの組合があった。開拓に際しては新たな地割が行われたため、この区域には陸軍による買収以前、たとえば江戸時代の道路等の痕跡は、一部を除いて残っていない。
1951年（昭和26年）1月、相模原町は旧麻溝村の区域内の旧軍用地に大字麻溝台を起立し同時に地番整理を実施した（同年同日、旧新磯村の旧軍用地は大字新磯野を起立し同時に地番整理を実施した）。1954年（昭和29年）11月20日に相模原町は市制を施行し相模原市となる。1979年（昭和54年）7月1日、相模原市は神奈川県道・東京都道52号相模原町田線以北の区域で住居表示を実施し、相模原ゴルフクラブの敷地を既存の大野台四丁目に編入した上で、残りの区域に北里一丁目・二丁目を新設した。1989年（平成元年）7月1日に神奈川県道507号相武台相模原線（村富線）以東の区域で住居表示を実施、麻溝台一丁目〜八丁目を新設した。2010年（平成22年）4月1日、相模原市の政令指定都市移行により、同市の南区に所属。

### 帰農組合
敗戦後、東久邇宮首相の「国民皆農主義」の呼びかけもあって、皆が先を争って農業へと回帰することが時代の風潮となった。急ごしらえの「帰農組合」が日本各地で作られ、耕せるところはどこでも耕そうと、耕作地の拡大に積極的に取り組んだ。その政策に基づき戦後の練兵場開拓の際、農業集落として、麻溝台は、「麻溝台」・「旭」・「豊原」・「溝上」・「振興」・「一青会2-2」とされ、「双葉」一丁目は大沼集落、二丁目は新磯台帰農とされた。

### 開拓農業協同組合
- 麻溝台 - 満洲東部のソ連国境に近い、牡丹江省穆稜県（むうろんけん）に入植した津久井郡青根村・青野原村出身者で構成された。戦後内地に引揚げ麻溝台に帰農、昭和21年入植。当初は皇國葡萄園株式会社が経営していた「相模原模範共同農場・通称 森農場」と言い、農場長は皇國葡萄園株式会社の使用人で満蒙開拓義勇隊出身の森栄治であった。その後、青根村出身、満蒙穆稜青根開拓団副団長の青年復員者を初代組合長として昭和23年5月31日正式に「麻溝台開拓農業協同組合」結成。平成11年6月18日解散[15]。
- 一青会 - 旧軍人出身者たちにより結成。東京飯田橋にあった陸軍東部二十連隊は、食糧確保のため部隊内に農耕隊を編成し、当時焼け野原となっていた周辺の空き地約十町歩あまりを耕作していたが、昭和20年8月15日の終戦と共に、もともと私有地だった耕地には次々と家が建ち始め、立ち退きを余儀なくされた。そこで農耕隊の経験を生かし、代々木練兵場跡地に11名、相模原の練兵場跡地に25名が分散入植。相模原に入植した25名は昭和20年10月16日、近衛師団所属の上級将校をリーダーとして、現在は相模原公園になっている旧陸軍練兵場の小銃射撃場跡地であった下溝村字鹿沼[16] の地へやってきた。小銃射撃場跡地の倉庫を宿舎として確保し、監視人宿舎を事務所として、開墾に着手した。翌昭和21年5月には代々木農場から分離して、「一誠会帰農組合」、昭和23年の農業協同組合法施行にともない、5月31日には「一青会開拓農業協同組合」に改組。昭和44年7月7日解散[17]。
- 振興青年 - 養鶏家の三橋英一郎によって結成された「三橋帰農組合」15名と、旧軍人の鈴木鶴吉をリーダーとする「天原帰農組合（てんげん）」11名が、戦後いち早くこの地に入植して、昭和21年5月にそれぞれ「帰農組合」を結成。その頃は東海大学付属相模高等学校・中等部の辺りに寄宿舎があり、そこから練兵場跡地の開墾に通った[注釈 12]。昭和23年5月14日、開拓農業協同組合設立を機に両者が合併して、基線北端点裏手あたりを拠点に「振興青年」の名で開拓農業協同組合を結成。昭和44年4月16日解散[18]。
- 双葉 - 臨時東京第三陸軍病院（国立病院機構相模原病院）を拠点。昭和21年3月病院内に隊員数200名の農耕隊が結成、これが双葉開拓組合の前身。入植は昭和20年となっている。昭和21年4月30日、「帰農組合」を結成、戦時中に病院が大蔵省より借り受けていた約30町歩の演習場跡地が開墾の対象であった。昭和23年5月11日、農業協同組合法の施行につき、「帰農組合」から「開拓農業協同組合」へ移行 。寄宿舎は「振興青年」と同じ、東海大相模高校のところにあった[注釈 13]。昭和48年12月6日解散[19]。
- 豊原 - 満蒙開拓に携わったグループ、南洋諸島から内地引き上げ後に下溝天應院を仮宿舎としたグループ、同じく南洋諸島からの引き上げ後に陸軍通信学校の建物を宿舎としていたグループ、内地近郊出身者のグループ、これら四つのグループが集まって結成。「上の原」と呼ばれていた峰山霊園あたりのこの地に最初に開拓の鍬を入れたのは、昭和20年8月の敗戦直後、満蒙開拓団として渡満し関東軍第234自動車部隊に入隊し、本土防衛のため内地に帰国して新磯小学校に寄宿していた青年だった。四つのグループが揃った入植日は昭和21年。その後、昭和23年10月24日に「豊原開拓農業協同組合」として登記された。「豊原」という名称は、当時の組合員の中に北海道で樺太の豊原開拓にかかわっていた人がいて、そこの名称から取った。昭和49年7月23日解散[20]。
- 溝上 - 戦前軍用地として失地した、当麻・下溝の旧地主達が新たに開墾した組合。軍用地として接収された、かつての下溝新開周辺をいち早く開拓。入植は昭和22年となっている。下溝の分村の位置付けで台地上にあるため溝上の名を取って、昭和23年4月10日「溝上開拓農業協同組合」結成。昭和37年9月10日解散[21]。

#### 皇國葡萄園と麻溝台開拓農業協同組合の争議
皇國葡萄園社長の中垣秀雄（秀賢）は、その事業家としての野心から、近いうちに国から払い下げられるだろうであろう陸軍練兵場の土地を、津久井からきた人たちを使用人として雇って開墾し、これを農場として大規模経営を行おうと考えていた。皇國葡萄園の使用人で農場長である森栄治も同様に考えていた。この両者の目論見は、引揚開拓者たちにとって、どうにも腑に落ちなかった。これがやがて皇國葡萄園と引揚開拓者たちの間で溝を生むことになる。
一方、満蒙穆稜青根開拓団・満蒙穆稜青野原開拓団の人たちは、いずれ引揚げてくる開拓団員の受け入れと、その生活基盤を確保するために、あらかじめ開墾して、耕地を確保しておくことを考えていた。
満蒙穆稜青根開拓団副団長の青年は運良く内地日本に、いち早く帰り着けた人の一人で昭和20年11月に故郷の青根村に復員帰国していた。副団長の青年は、やがて帰国してくるであろう自分の家族、その他の満蒙の開拓団のための受け入れの土地を、あちこちと精力的に探し回り、神奈川県内山岩太郎知事から足柄上郡中井村と相模原を新たな入植先として紹介されたが、中井村は開拓可能と思われる土地はあまりにも狭く、相模原にきて皇國葡萄園株式会社が経営していた「相模原模範共同農場」を訪ねたところ、旧陸軍練兵場跡地の開墾ということで、土地も広大なうえに、満蒙開拓義勇隊出身の森栄治がそこの農場長として勤務していたこともあり話はすぐまとまった。森栄治が農場長を任されていた農場は、従業員が13名いたが未成年者が多かった。ここに開拓引揚者の家族を入植定住させ、大々的に開墾を推し進めるという副団長の青年の話に皇國葡萄園の中垣社長も乗り気になり、開拓引揚者を迎え入れることに大筋で合意したのであった。
ところが両者で行き違いが生じて、引き揚げ開拓団は、昭和21年8月には皇國葡萄園と縁を切り「麻溝台開拓農業生産組合」として混沌とした中、副団長の青年と共に汗を流し開墾に当たった皇國葡萄園の使用人であった農場長・森栄治を組合長として独立を宣言した。やがてGHQによる農地解放が昭和21年10月から始まり、皇國葡萄園の中垣社長にとっては「麻溝台開拓農業生産組合」に一方的に独立を宣言され、飼い犬に手を噛まれたような思いでいたところに、またまた農地解放の嵐。中垣社長の夢はこうして潰え去った。
そこで中垣社長は「麻溝台開拓農業生産組合」を相手取り、損害賠償請求に訴えるという手に出た。結局、独立前、皇國葡萄園「相模原模範共同農場」農場長を勤めていた森栄治の署名した契約書類が、証拠文書として採用され、「麻溝台開拓農業生産組合」側が敗訴。組合員たちからその責任を追及されて、組合長の森はやがてこの地を去り（昭和23年農業協同組合法施行にともない「麻溝台開拓農業協同組合」が副団長青年を初代会長のもと正式に発足した。）、残された組合員たちも多額の負債を抱え込むこととなった。その返済に昭和37年頃までかかった。

#### 源悟山顕正寺
戦後の苦しい開拓事情の中、人心の拠り所となるお宮かお寺が是非とも必要だということになった。関係筋に働きかけたところ、下溝堀之内に逗留し布教祈祷活動していた日蓮宗僧侶を紹介された。県当局に掛け合ってもらい畑地になる予定だった土地を神社仏閣用地へ転用する許可を得て、昭和24年3月に現在地へ移転してきた。お寺のあるところは、昭和20年後半から21年前半まで皇國葡萄園の若衆の宿舎で、戦中まで陸軍演習場の休息地、飛来する敵機からの避難所だった。その後、住職や檀信徒の努力により昭和28年6月20日、宗教法人格認証。平成4年には本堂を建て替えた。

#### 麻溝小学校麻溝台分校の開設
入植当時の麻溝台地区の学区割は、原当麻駅そばの麻溝小学校や麻溝中学校（昭和26年に新磯中学校と合併して相陽中学校となる）であった。しかし、南洋諸島や朝鮮半島から引き揚げてきて陸軍通信学校跡に仮住まいした人たちの子供たちは、同じ敷地内に新設された大野第三小学校分教場や同じく新設された大野南中学校に通った。満洲などから引き揚げて麻溝台地区に落ち着いた人たちの子供たちは、麻溝小学校とその敷地内に新設された麻溝中学校に通い、このようにして昭和21年以降に徐々にこの地に入植した人たちの子供たちは分散して通うようになった。
このような状況を改善するため、昭和23年この地域に新たに小学校設立の陳情を行い、昭和23年10月23日の相模原町議会で分校の新設が可決され、翌昭和24年9月15日に相模原町立麻溝小学校麻溝台分校が新設された。
昭和34年に麻溝台分校は廃止。その後、小学生は相模台小学校、中学生は大野南中学校へ通っていたが、国立病院の敷地の一部を利用して、相模台中学校が昭和42年に、また昭和45年にはそれに隣接して桜台小学校が開設されずいぶん便利になった。しかしそれでも増えすぎた子供たちを収容しきれず、更に農地をつぶして、東側には双葉小学校や麻溝台中学校が、西側には若草小学校や若草中学校が新設された。

#### 畑地灌漑事業の誤算
東西幹線の畑地灌漑用水路は昭和28年に通水開始したが、麻溝台地区では昭和35年から、コンクリート製末端小支線用水路による畑地への給水開始。しかし、わずか7年で通水は止まった。
予想されたほど米の収量は上がらず、期待外れに終わった。
各農家が必要な時には通水はなく、必要でないときに通水され、使い勝手は悪かった。
灌漑用水の恩恵を受けたのは、むしろ相模原市相模台・東林間・座間市栗原・大和市・海老名市・綾瀬市・藤沢市だった。
昭和45年3月、用水を管理していた「相模原畑地灌漑土地改良区」が解散し、東西幹線の通水終了。

#### 整耕検査からの解放
敗戦後、麻溝台のように開拓地に入植して耕作権を与えられた人には、3年ないし5年ごとに「整耕検査」を受けることが義務付けられていた。「整耕検査」は行政側がチェックをして、合格しなければ「開墾または利用を中止した」とみなされ、割り当てられた耕作地を、県に買い戻され、開拓農業協同組合組合員の資格を失い、その土地から出て行かなければならなかった。
この「整耕検査」の義務付けは、昭和37年頃に解除され、その頃から宅地の一部や今まで丹精して開墾した耕地を売却し現金に換える者が出てきた。痩せた6～9反歩の耕地では農業だけでの生活はとても成り立たないので、農業以外に生活の糧を求めようとする者が出始め、都市化の波にのまれて次第に土地を売却する組合員が増加した。

## 世帯数と人口
2020年（令和2年）10月1日現在（国勢調査）の世帯数と人口（総務省調べ）は以下の通りである。
| 大字・丁目   | 世帯数    | 人口    |
| ------------ | --------- | ------- |
| 麻溝台       | 101世帯   | 361人   |
| 麻溝台一丁目 | 226世帯   | 271人   |
| 麻溝台二丁目 | 160世帯   | 433人   |
| 麻溝台三丁目 | 143世帯   | 333人   |
| 麻溝台四丁目 | 133世帯   | 406人   |
| 麻溝台五丁目 | 249世帯   | 828人   |
| 麻溝台六丁目 | 582世帯   | 1,237人 |
| 麻溝台七丁目 | 718世帯   | 1,516人 |
| 麻溝台八丁目 | 1,082世帯 | 2,305人 |
| 計           | 3,394世帯 | 7,690人 |

### 人口の変遷
国勢調査による人口の推移。
| 年                 | 人口  |
| ------------------ | ----- |
| 1995年（平成7年）  | 7,500 |
| 2000年（平成12年） | 8,010 |
| 2005年（平成17年） | 7,897 |
| 2010年（平成22年） | 8,216 |
| 2015年（平成27年） | 8,364 |
| 2020年（令和2年）  | 7,690 |

### 世帯数の変遷
国勢調査による世帯数の推移。
| 年                 | 世帯数 |
| ------------------ | ------ |
| 1995年（平成7年）  | 2,651  |
| 2000年（平成12年） | 2,975  |
| 2005年（平成17年） | 2,939  |
| 2010年（平成22年） | 3,271  |
| 2015年（平成27年） | 3,344  |
| 2020年（令和2年）  | 3,394  |

## 学区
市立小・中学校に通う場合、学区は以下の通りとなる（2018年2月時点）
| 大字・丁目   | 番・番地等 | 小学校               | 中学校                 |
| ------------ | --- | -------------------- | ---------------------- |
| 麻溝台       | 2270、2281、2283～2287、2290 2305、2307〜2308、2348～2382 2384～2386、2391、2816～2848 2850～2866、2960、2970 2972～3009、3011、3043、3050 3052～3105、3107、3115 3117～3155、3157、3445～3512 3623～3722、3841～3846 | 相模原市立若草小学校 | 相模原市立麻溝台中学校 |
| 麻溝台       | 761、1060〜1061、1117～1123 1395、1429、1431～1442 1524〜1525、1534、1537～1541 1543、1849、1852～1856、1858 1868、1968〜1969、1971 1985～1989、1991〜1992                                                            | 相模原市立双葉小学校 | 相模原市立麻溝台中学校 |
| 麻溝台       | 98～114、346～410、692～733 735～753、755〜756、758 1063～1116、1443～1523 1872～1967、2309～2347、3106 3108～3114、3116、3156 3158～3444、3513～3622 3723～3840、3847～3888                                          | 相模原市立麻溝小学校 | 相模原市立相陽中学校   |
| 麻溝台一丁目 | 1番 | 相模原市立麻溝小学校 | 相模原市立相陽中学校   |
| 麻溝台一丁目 | その他 | 相模原市立双葉小学校 | 相模原市立麻溝台中学校 |
| 麻溝台二丁目 | 全域 | 相模原市立双葉小学校 | 相模原市立麻溝台中学校 |
| 麻溝台三丁目 | 全域 | 相模原市立双葉小学校 | 相模原市立麻溝台中学校 |
| 麻溝台四丁目 | 全域 | 相模原市立双葉小学校 | 相模原市立麻溝台中学校 |
| 麻溝台五丁目 | 1～14番 | 相模原市立双葉小学校 | 相模原市立麻溝台中学校 |
| 麻溝台五丁目 | その他 | 相模原市立桜台小学校 | 相模原市立麻溝台中学校 |
| 麻溝台六丁目 | 全域 | 相模原市立桜台小学校 | 相模原市立麻溝台中学校 |
| 麻溝台七丁目 | 全域 | 相模原市立若草小学校 | 相模原市立麻溝台中学校 |
| 麻溝台八丁目 | 1～23番、29～37番 | 相模原市立若草小学校 | 相模原市立麻溝台中学校 |
| 麻溝台八丁目 | その他 | 相模原市立桜台小学校 | 相模原市立麻溝台中学校 |

## 事業所
2021年（令和3年）現在の経済センサス調査による事業所数と従業員数は以下の通りである。
| 大字・丁目   | 事業所数  | 従業員数 |
| ------------ | --------- | -------- |
| 麻溝台       | 88事業所  | 1,931人  |
| 麻溝台一丁目 | 91事業所  | 4,728人  |
| 麻溝台二丁目 | 23事業所  | 286人    |
| 麻溝台三丁目 | 31事業所  | 863人    |
| 麻溝台四丁目 | 21事業所  | 249人    |
| 麻溝台五丁目 | 37事業所  | 446人    |
| 麻溝台六丁目 | 69事業所  | 741人    |
| 麻溝台七丁目 | 66事業所  | 748人    |
| 麻溝台八丁目 | 73事業所  | 1,002人  |
| 計           | 499事業所 | 10,994人 |

### 事業者数の変遷
経済センサスによる事業所数の推移。
| 年                 | 事業者数 |
| ------------------ | -------- |
| 2016年（平成28年） | 519      |
| 2021年（令和3年）  | 499      |

### 従業員数の変遷
経済センサスによる従業員数の推移。
| 年                 | 従業員数 |
| ------------------ | -------- |
| 2016年（平成28年） | 11,487   |
| 2021年（令和3年）  | 10,994   |

## 交通

### 鉄道
- 区域内を通過する鉄道はない。

### 道路
- 神奈川県道52号相模原町田線
- 神奈川県道507号相武台相模原線（通称：村富線）

## 施設
行政
- 相模原市消防局南消防署麻溝台分署
- 相模原市南清掃工場

教育
- 中学校
  - 相模原市立麻溝台中学校
- 高等学校
  - 区域内にはないが、隣接する北里二丁目（旧大字麻溝台）に神奈川県立麻溝台高等学校がある。
- 大学
  - 女子美術大学相模原キャンパス

公園・スポーツ施設等
- 神奈川県立相模原公園 - 旧陸軍士官学校射撃場、在日米軍座間小銃射撃場跡地。
- 相模原市立相模原麻溝公園 - 県立相模原公園と一体のものとして整備されている。
- 相模原市立総合体育館
- 市民健康文化センター

病院
- 相模原友愛温泉病院

福祉施設
- 神奈川県立さがみ緑風園

工業
- 麻溝台工業団地
  - 日産自動車相模原部品センター

その他
- 横浜水道、水道みち緑道

## その他

### 日本郵便
- 郵便番号 : 252-0328[4]（集配局 : 座間郵便局[33]）。